# 冀敬义
冀敬义（？—），中华人民共和国政治人物、外交官。
1996年，接替武东和，担任中华人民共和国驻尼日尔大使。2002年，由孙兆通接任。